# Marsaz
Marsaz é uma comuna francesa na região administrativa de Auvérnia-Ródano-Alpes, no departamento de Drôme. Estende-se por uma área de 8,95 km². Em 2010 a comuna tinha 754 habitantes (densidade: 84,2 hab./km²).